# サン＝レミ＝アン＝ボス
サン＝レミ＝アン＝ボス（フランス語: Saint-Rhémy-en-Bosses [sɛ̃ ʁemi ɑ̃ bɔs]）は、イタリア共和国ヴァッレ・ダオスタ州にある、人口約300人の基礎自治体（コムーネ）。
古来アルプス越えの交通路として知られるグラン・サン・ベルナール峠のイタリア側（南側）に位置する集落である。

## 地理

### 位置・広がり

#### 隣接コムーネ
隣接するコムーネは以下の通り。CHはスイス領（CH-VSはヴァレー州所属）を意味する。
- ブール＝サン＝ピエール（英語版） (CH-VS) - 北
- サン＝トーヤン - 東
- ジニョー - 南東
- サン＝ピエール - 南
- アヴィーゼ - 南
- ラ・サル - 南西
- クールマイユール - 西
- オルシエール（英語版） (CH-VS) - 北西

## 行政

### 分離集落
サン＝レミ＝アン＝ボスには、以下の分離集落（フラツィオーネ）がある。
- Cuchepache, Pont-Combaz, Pleiney, Saint-Rhémy, Prédumaz-Falcoz, Saint-Léonard (capoluogo), Vat, Suil, Ronc, Cerisey, Mottes, Vulpellière, Tat